# Amnioskopia
Amnioskopia – badanie polegające na ocenie wzrokowej dolnego bieguna pęcherza płodowego przy pomocy wziernika nazywanego amnioskopem. Wziernik wprowadzany jest przez pochwę do szyjki macicy. W amnioskopii można stwierdzić barwę i ilość płynu owodniowego i ocenić stan błon płodowych.
Barwa przejrzysta wód jest prawidłowa. Stwierdzenie zielonych wód płodowych wskazuje na prawdopodobieństwo zagrożenia płodu zespołem aspiracji smółki, pomarańczowy płyn owodniowy sugeruje chorobę hemolityczną płodu, brunatny natomiast jego wewnątrzmaciczne obumarcie. 

## Wskazania
- ciąża po terminie
- nadciśnienie tętnicze w ciąży
- obciążony wywiad położniczy
- choroby nerek u ciężarnej
- hipotrofia wewnątrzmaciczna płodu
- niektóre sytuacje położnicze w I okresie porodu.